# Peter Hallberg
Peter Paulus Hallberg, född 25 januari 1916 i Göteborg, död där 4 mars 1995, var en svensk litteraturhistoriker och översättare. 

## Biografi
Hallberg var son till prästen och läroverksadjunkten Magnus Hallberg och Anna Märta Kristina, född Johansson. Han studerade för professor Sverker Ek, blev fil. mag. 1939 och fil. lic. 1943, allt vid Göteborgs högskola. Under åren 1943–1947 verkade han som svensk lektor vid Islands universitet i Reykjavik på Island. 
Hemkommen till Sverige tog han 1951 filosofie doktorsgraden vid Göteborgs högskola på avhandlingen Natursymboler i svensk lyrik från nyromantiken till Karlfeldt. , och anställdes samma år som docent i litteraturhistoria där. År 1975 utnämndes han till professor i litteraturvetenskap vid Göteborgs universitet. Han pensionerades år 1982.
Hallbergs forskning berör framför allt den isländska litteraturen, inte minst Halldór Laxness verk. Han översatte ett flertal av dennes böcker, och gav även ut flera monografier om honom. Han översatte även böcker av författaren Thor Vilhjálmsson.
Peter Hallberg är begravd på Örgryte nya kyrkogård.

## Översättningar
- 1948 – Islands klocka (Halldór Laxness)
- 1950 – Världens ljus (Halldór Laxness)
- 1951 – Himlens skönhet (Halldór Laxness)
- 1952 – Atomstationen (Halldór Laxness)
- 1954 – Den goda fröken och huset (Halldór Laxness)
- 1955 – Det moderna Islands litteratur 1918–1948 (Kristinn E. Andrésson)
- 1955 – Piplekaren (Halldór Laxness)
- 1956 – Olafur Karason (Halldór Laxness)
- 1959 – Utsaga (Halldór Laxness)
- 1960 – Det återvunna paradiset (Halldór Laxness)
- 1961 – Speglat i en droppe (Thor Vilhjálmsson)
- 1964 – Stickateljén Solen (Halldór Laxness)
- 1964 – Skaldetid (Halldór Laxness)
- 1966 – Sju tecken (Halldór Laxness)
- 1967 – Hemma på Island (Halldór Laxness)
- 1970 – Själavård vid Jökeln (Halldór Laxness)
- 1972 – Sockenkrönika (Halldór Laxness)
- 1976 – Fort fort, sa fågeln (Thor Vilhjálmsson)
- 1988 – Gråmossan glöder (Thor Vilhjálmsson)
- 1990 – Nattligt dråp (Thor Vilhjálmsson)
- 1990 – Havregröt och livslycka (Franzisca Gunnarsson)
- 1993 – De sammansvurnas saga och andra fornnordiska äventyr (övers. Hjalmar Alving, urval och förord: Peter Hallberg)

## Priser och utmärkelser
- 1952 – Boklotteriets stipendiat
- 1965 – Svenska Akademiens översättarpris
- 1981 – Schückska priset